# عادات الدفن في العصر البرونزي القديم المتأخر
عادات الدفن في العصر البرونزي القديم المتأخر مرت بعدة مراحل نوجزها فيما يلي.

## العصر البرونزي القديم المتأخر الأول LBI
استمر الناس خلال المرحلة الأولى من العصر البرونزي المتأخر باستخدام الكهوف في الدفن، وعثر على أمثلة لهذا النوع من المدافن في مواقع طبقة فحل، والقويلبة، والبقعة. وتعد مدافن الكهوف التي عثر عليها في طبقة فحل خير مثال على هذا النوع، ومنها القبر رقم 1 حيث عثر بداخله على أوان فخارية وجعران مؤرخة المرحلتين الثالثة من العصر البرونزي المتوسط والأولى من العصر البرونزي المتأخر. وهذه المقابر هي في الأصل كهوف طبيعية استخدمها الناس مقابر، لكن بعضها الآخر جاء مقطوعا في الصخر، ويتكون من أكثر من حجرة دفن، كما هو الحال في القبر رقم 62 في طبقة فحل، فهذا القبر يتكون من ثلاث حجرات مقطوعة في الصخر الطري لها باب قليل الارتفاع وعثر على درجة تربط بين الحجرتين 1و2. وذكر المنقبون أن بعض هذه الغرف ربما استخدم لتحضير الطعام خلال العصر البرونزي المتوسط. كذلك عثر في القبر على ما يقارب من ألفي قطعة أثرية، أكثرها من الفخار، وقليل منها صنع من العظام، والأصداف، والصلصال، والذهب والفضة والبرونز. وعثر على مجوهرات، وحلي مثل الدبابيس المعدنية والأقراط، والأساور، والدلايات، والخرز، والجعران، والأختام الاسطوانية، وأوان أخرى مصنوعة من الحجارة. كما أن القبرين 1و21 يؤرخان لبداية المرحلة الأولى من العصر البرونزي المتأخر (حوالي 1550ق.م) كان بداخلهما عدد كبير من القطع الأثرية.

## العصر البرونزي القديم المتأخر الثاني(LBII)
يبدو أن الناس خلال المرحلة الثانية من العصر البرونزي المتأخر تابعوا دفن موتاهم داخل الكهوف. كما كان عليه الحال في المرحلة السابقة. ومن الأمثلة على هذا الكهف الذي يحمل الرقم 3 B في جبل القيصر في منطقة أم الدنانير المشرفة على سهل البقعة من الجهة الغربية. وتبلغ أبعاد الكهف 9م × 4م، وله مدخل يخترق الجبل بشكل أفقي، وهو ذو شكل إهليلجي، سد بحجر كبير الحجم. واستطاع المنقب التعرف بداخل الكهف على طبقتين تضمان رفات 62 فردا. ففي الطبقة العليا كشف عن هياكل عظمية لثمانية أشخاص، ثلاثة منها وضعت بعناية حول صحن أو قصعة مدهونة بلونين أحمر وأسود وقدر للطبخ يحمل آثار دخان على سطحه الخارجي. وربما يعطي هذا الانطباع أن الناس قد حضروا لأحد المدفونين وجبة غذائية داخل الكهف (ربما كي يأكلها بعد أن يعود للحياة الأخرى بعد الموت، حسب اعتقاد الناس في تلك الفترة). ويفصل بين الطبقة العليا والطبقة السفلى طبقة من التراب لا تضم أية مخلفات أو بقايا أثرية. وإلى جانب رفات الأشخاص المدفونين في الطبقة السفلى عثر المنقبون على عقد من الخرز المصنوع من النحاس والزجاج بالإضافة لخرزتين من العقيق. كما عثر بداخل المدفن على حوالي 300 إناء فخاري.

## العصر البرونزي القديم المتأخر الثالث LBIII
عثر في الجزء المنخفض من تل السعيدية، والذي يلتصق بالتل من جهته الغربية على مقبرة كبير بنيت فوق مدينة العصر البرونزي القديم في الموقع. وأرخ المنقبون هذه المقبرة لنهاية المرحلة الثالثة من العصر البرونزي المتأخر، بداية القرن الثاني عشر قبل الميلاد، وهي بهذا تعاصر مبنى مقر الحاكم المصري في الموقع نفسه. وحصر ما مجموعة خمسمائة قبر في هذه المقبرة، اختلفت في أشكالها وطرق الدفن فيها. ويذكر أن المنقبين في الموقع تعرفوا على ثلاثة أنواع من المدافن هي:
- المدافن التي يدفن فيها داخل حفر محفورة داخل الأرض، يحيط بها من الداخل، أحيانا، صف من الحجارة أو الطوب.
- المدافن التي كان الدفن فيها داخل جرار فخارية، وكان يدفن فيها أشخاص بالغون وأطفال رضع لكن بأشكال وطرق مختلفة. فكان الأطفال والأطفال حديثو الولادة يلفون بقطعة من القماش ثم يوضعون داخل جرة واحدة وبرفقتهم بعض المرفقات الجنائزية خاصة الحلي والمجوهرات. وكانت فوهة الجرة تغطي أما بزبدية أو قاعدة جرة فخارية أخرى. أما البالغون فكانوا يدفنون باستخدام جرتين كبيرتين، حيث كان يتم كسر الجرة من منطقة الكتف. وبعدها يدخل الميت داخل الجرتين حيث توضعا كتفا لكتف وتغلق منطقة الالتقاء بكسرة كبيرة من جرة أخرى أو بوضع حجارة. ويربط المنقب بين طريقة الدفن هذه وشعوب البحر، في الفترة التي كان موقع تل السعيدية فيها تحت السيطرة المصرية.
- المدافن المبنية من اللبن، بحيث كان يبنى القبر على شكل غرفة مكونة من صفين من الطوب صف في كل جهة، وباتجاه شرق–غرب ويبدو أن هذه القبور كانت تُحفر، وربما كانت تبنى فوق سطح الأرض. ولم يعثر على سقف هذه القبور، ويعتقد أنها ربما كانت على شكل قبة.

ويمكننا أن نضيف نوعا رابعا تم التعرف عليها في موقع سحاب وهو:
- المدفن على شكل "دكة"، أي مصطبة مرتفعة كان يوضع الميت فوقها، وعندما يموت شخص آخر، يزيح الناس عظام الميت الأول عنها لتحل محلها جثة الثاني، وهكذا دواليك.

## عادة إحراق الموتى
عثر بالقرب من معبد مطار عمان على كومة من الحجارة يعتقد أن الناس وضعوا عليها جثث الأموات قبل حرقهم. واستدل العلماء على هذا الأمر بعد اكتشاف عدد كبير من العظام البشرية حول كومة الحجارة هذه، والتي تظهر عليها آثرر حرق. وقد اقترح بازل هنسي أن معبد مطار عمان استخدم لتقديم الأضحيات البشرية. بينما يرى لأري هير أن المكان استخدم مذبحا لحرق الموتى، وهذا كان يمثل جزءا من الطقوس الدينية. وأضاف هير أن المعبد لم يكن مرتبطا بأي موقع سكني وأنه بني في الأساس لخدمة القبائل البدوية التي عاشت في المنطقة خلال العصر البرونزي المتأخر.